# ヴラスタ・ジェカノヴァ
ヴラスタ・ジェカノヴァ（チェコ語: Vlasta Děkanová チェコ語発音: [vlasta ɟɛkanovaː], 1909年9月5日 - 1974年10月16日）は、チェコスロバキアの元女子体操競技選手。
1936年のベルリン五輪でチェコスロバキアの女子団体総合銀メダル獲得に貢献した。世界体操競技選手権では1930年のルクセンブルク大会まで男子体操競技のみが実施されていたが、1934年のブダペスト大会から女子体操競技も実施されることになり、ジェカノヴァはこの大会の団体総合と個人総合で金メダルを獲得した。1938年に開催されたプラハ大会でも団体総合、個人総合、平均台で金メダルを獲得。このほか、この大会でのみ実施された女子平行棒でも金メダルを獲得した。
ベルリン五輪の後、五輪大会は第二次世界大戦のため2回開催中止となり、1948年のロンドン五輪ではチェコスロバキア代表のコーチになって1970年までコーチとして代表を率いた。
1974年10月16日、ジェカノヴァはプラハで65歳で死去した。